# '97 Bonnie and Clyde
Pour les articles homonymes, voir Bonnie and Clyde.
Singles de Eminem
Just Don't Give a Fuck
(1997) My Name Is
(1999)
'97 Bonnie and Clyde est une chanson du rappeur américain Eminem sortie le 12 février 1998 en tant que second single de l'EP The Slim Shady EP. Sur cet album, la chanson s'appelle Just the Two of Us mais est renommée '97 Bonnie and Clyde à l'occasion de la sortie du premier album d'Eminem sur le label de Dr. Dre, The Slim Shady LP en 1999. Cette chanson raconte la manière dont Eminem convainc sa fille de se débarrasser du corps de sa femme sur la plage.

## Genèse
La chanson '97 Bonnie and Clyde, présente sur l'extended play The Slim Shady EP sous le nom de Just the Two of Us est modifiée lors de la création de Slim Shady LP pour ajouter la voix d'Hailie, la fille d'Eminem. Étant donné que la chanson simule l'assassinat de sa femme Kim, dont le nom est dit explicitement, il se retrouve mal à l'aise au moment d'emmener sa fille de deux ans en studio avec elle. Il lui fait alors croire qu'ils se rendent à la pizzeria Chuck E. Cheese's. Eminem dit à propos de l'enregistrement de  '97 Bonnie and Clyde : « Quand elle s'est rendu compte que j'avais emmené notre fille en studio pour une chanson où l'on simulait son assassinat, elle était très en colère. Puis je lui ai fait écouter la chanson et elle s'est tirée ». Dans cette chanson, Eminem se compare, lui et sa fille Hailie, aux criminels Bonnie et Clyde.

## Liste des pistes
| No | Titre                | Auteur                                              | Producteur(s)             | Durée |
| -- | -------------------- | --------------------------------------------------- | ------------------------- | ----- |
| 1. | '97 Bonnie and Clyde | Marshall B. Mathers III, Jeff Bass, Mark Randy Bass | Jeff et Mark Bass, Eminem | 5:16  |